# أحمد العجوز
أحمد بن محيي الدين العجوز هو عالم من علماء بيروت وشاعر ومؤسس العديد من الجمعيات الخيرية. ولد في بيروت سنة 1322 هـ، 1904م وفيها توفي سنة 1995 م، عاش في لبنان ومصر أيضا.

## نشأته
تلقى علومه الابتدائية في كتـّأب الشيخ عبد الرحمن عفره وكتـّأب الشيخ خضر البعلبكي. ثم انتقل إلى مدرسة العلامة الشيخ محمد توفيق خالد حتى سنة 1916 وبعدها إلى سوق التجارة في محل التاجر مصباح قرنفل، وبقي إلى ما بعد احتلال الحلفاء للبلاد. ثم اتجه إلى طلب العلم حيث تلقى مبادئ العلوم الشرعية والعربية والتوحيدية على فضيلة الشيخ توفيق خالد والشيخ مصباح شبقلو والشيخ إبراهيم المجذوب أمين الفتوى السابق.
انتقل إلى الأزهر الشريف سنة 1341 هـ وأخذ يتلقى كافة العلوم على صفوفه المختلفة ويلقي دروسًا عامة في الأزهر بعد عصر كل خميس وجمعة من أيام الأسبوع، وقد درس عليه لفيف كبير من الطلاب في علوم الفقه والحكمة والمنطق والنحو والصرف والميراث.
وفي سنة 1345 هـ تلقى الشهادة العالمية من الدرجة الأولى في أصعب تعيين للامتحان كان المصريون رفضوه لصعوبته ففاز بالدرجة الأولى. وبعد نيله الشهادة وفي سنة 1346 هـ عاد إلى بيروت. وصادف أن فريقـًا من المحامين ألف كتاب النظرات في السفور والحجاب فتصدى للرد عليه برسالة تحت عنوان «الأدلة الجلية في الحجاب المدنية».
كان متقنا للّغة التركية قراءة وكتابة، وأخذ الطريقة الصوفية عن الشيخ سعد الدين تمساح عام 1926. عمل مدرسًا للعلوم الشرعية والعربية في مدرسة الشيخ محمد توفيق خالد، وفي جامع المصيطبة، وزاول مهنة التدريس في مدارس جمعية المقاصد، وفي أزهر لبنان، وكان إبان إقامته في مصر يلقي دروسًا عامة أسبوعية بالأزهر عصر كل خميس وجمعة، وفي بداية حياته عمل في مسك الدفاتر «المبيعات والمقبوضات» لعدة سنوات.
- شكل جمعية المشاريع الخيرية الإسلامية وفتح باسمها مستوصف جمعية المشاريع الخيرية الإسلامية وكان ثاني مستوصف وجد في بيروت بعد مستوصف محمد أبو خليل الداعوق. ثم مرت الجمعية بفترة ركود طويلة بعد أن قامت في الماضي ببعض الأعمال الخيرية، فقام بتسليم إدارتها إلى طلاب ومريدي الشيخ عبد الله الهرري فصارت إطاراً جامعاً لنشاطهم في المجالات الدينية والتربوية والاجتماعية وغيرها.[2]
- أسس جمعية مكارم الأخلاق الإسلامية لنشر الفضائل والمكارم والأخلاق وأصدر ما يزيد عن أربعين رسالة في موضوعات خلـُقية وإرشادية متنوعة. وبعدها أسس جمعية بناء وترميم المساجد، وأول مسجد قامت الجمعية ببنائه مسجد الأشرفية الشرقي المسمى مسجد الحسنين، وأول مسجد في القرى مسجد مكسا في البقاع. وبلغ مجموع المساجد التي أنشأتها ورممتها الجمعية وساعدت في إنشائها ماثة وثمانين مسجدًا.
- أسس جمعية المحافظة على القرآن الكريم مع إخوان له خلص قامت بتعليم القرآن ومراقبة طبعه ونشر هدايته وتتبع تعليمه في المدارس الخاصة. ثم عمل على تأسيس مجلس العلماء الذي قام بدوره بأعمال هامة واشترك في مؤتمر الأوقاف الإسلامي الذي عقد في حلب إبان عهد الاستعمار للدفاع عن الأوقاف الإسلامية وإعادتها من التسلط الفرنسي إلى الإدارة الإسلامية المستقلة، وبعد جهاد طويل انتزعت الأوقاف الإسلامية من قبضة الفرنسيين في بيروت ولبنان.
- تولى مديرية أوقاف القرى وقام بتنظيمها وضبط حساباتها واسترجع أوقافـًا إسلامية كانت مسلوبة من بعض الأشخاص.
- شارك في العديد من المؤتمرات الإسلامية في زمانه مثل مؤتمر أندونيسيا في باندونغ، ومؤتمر السنغال في دكار، ومؤتمر العلماء في دمشق، وغيرها من المؤتمرات التي اهتمت بمعالجة قضايا الأمة الإسلامية في مشارق الأرض ومغاربها.[1]

## من مآثره
في برجا الشوف كان للشيخ أْحمد العجوز رحمه الله أياد بيضاء ناصعة في إنهاضها والرقي بها، حيث ثابر على زيارتها منذ أواسط الثلاثينيات من القرن العشرين، وكان الرئيس الفخري لجمعية المواساة الخيرية الإسلامية البرجاوية التي تأسست عام 1935 م-1354هـ، والتي تعتبر رائدة الجمعيات في العمل الاهلي والثقافي قياساً إلى زمن تأسيسها، فافتتحت أول مدرسة لتعليم الإناث، فكانت مدرسة البنات على بيادر حارة العين مشروعاً لم يسبق في برجا، وما زال حتى أيامنا هذه يتصدّر أعمال الجمعيات وإنجازاتها في بلدة برجا.
في ثاني أيام عيد الأضحى المبارك 11 ذو الحجة 1354 حضر أركان جمعية المواساة الإسلامية إلى ساحة العين، فاحتشد أهالي الضيعة لمؤازرة أعضائها في مسعاهم لبناء أول مدرسة للبنات، فكان احتفال عظيم أخذ بناصيته الشيخ أحمد العجوز فدعا البرجاويين إلى التبرّع من أجل تشييد المدرسة، وإلى البذل والعطاء وإن كان يسيراً.
أخذ الشيخ رحمه الله في حثّهم وإثارة حماستهم وغيرتهم على تقدّم بلدتهم، كلما تبرّع واحد من الناس وقف الشيخ يقول: فلان تبرّع بربع ليرة، صفقووووا، فلان تبرّع بليرة، صفقووووا، وهكذا حتى لم يبق أحد من الشهود إلا وقدّم ما يقدر عليه، أحدهم تبرّع بنقل البحص والرمل من وادي الزينة، مع أنه لا يكاد يوجد معه “ما يعشي دوابه” كما يقال، وهو-جزاه الله خيراً” -حسن حويلا أبو كيوف الجد. سعيد الطحش -المهول- تبرّع بتأسيس البناء. قيل: إن برجا عن بكرة أبيها ساهمت في إعلاء البنيان.
المدرسة افتتحت باحتفال مهيب تكلّم فيه الشيخ أحمد العجوز ورئيس جمعية المواساة عارف هاشم البرجاوي والأستاذ بهيج الخطيب والشيخ عبد الرحمن سعيفان.
حضر الاحتفال أعضاء الجمعية وعموم أهالي برجا، وكان من الأيام النادرة في تاريخها.

## من مؤلفاته
- سلسلة مبادئ ودروس الإسلام، جزءان
- أنا مسلم (تمهيدي)
- سلسلة كتب «الإسلام ديني» (خمسة أجزاء للقسم الابتدائي)
- سلسلة كتب «محمد صلى الله عليه وسلم حياته وسيرته» (أربعة أجزاء) وجميع هذه الكتب انتشرت في البلاد العربية والإسلامية والأفريقية - مكتبة المعارف - بيروت 1959
- «النهج الجديد في فن التجويد» - مكتبة المعارف - بيروت 1961
- كتاب مناسك الحج
- سلسلة كتب في التشريع الإسلامي (أربعة أجزاء لصفوف البكالوريا)
- «البراهين الجلية في الحجاب والمدنية» - مطبعة الأنصار 1925
- «مناهج الشريعة الإسلامية» - في ثلاثة أجزاء - مكتبة المعارف - بيروت1961
- «الميراث العادل في الإسلام بين المواريث القديمة والحديثة» - مكتبة المعارف - بيروت 1994[1]

## الإنتاج الشعري
نشرت له مجلتا «الوعي الإسلامي» الكويتية، و«نور الإسلام» المصرية عددًا من القصائد، وله العديد من القصائد المخطوطة في حوزة نجله. يدور شعره حول الإسلام: مبادئه وأهدافه وحماته وخدامه، ومن ثم تتفرع موضوعات شعره إلى المدح الذي اختص به الوجهاء والملوك على زمانه، وله شعر تربوي يتحدث فيه عن الأم باعتبارها حجر الزاوية في تربية النشء، كما كتب الأناشيد المدرسية التي يدعو فيها إلى أهمية السعي في طلب العلم، والأناشيد الدينية كنشيد القرآن الكريم، ونشيد الحج، وما على شاكلة ذلك، إلى جانب شعر له في التدبر، والتفكر في مجريات هذا الكون، وما به من دلائل على قدرة الله تعالى، كما كتب الابتهالات الدينية، وله شعر يعبر فيه عن حبه للنبي، وكتب في الدعوة إلى نبذ التفرق والتحزب في مواجهة أعداء الأمة العربية والإسلامية. تتسم لغته بالطواعية، مع تغليب الجانب الفكري الإرشادي الذي ينأى بها في كثير من الأحيان عن الدفق الشعري، وخياله تقليدي قريب المنال. التزم النهج الخليلي في بناء قصائده، مع ميله إلى التنويع في أشطاره وقوافيه.

## وصلات خارجبة
- الموقع الرسمي لجمعية المشاريع الخيرية الإسلامية
- معجم البابطين لشعراء العرب